# Боровик коренастый
Боровик коренастый (лат. Bolétus rádicans) — гриб рода Боровик (Boletus) семейства Болетовые (Boletaceae). Несъедобен из-за горького вкуса.
Русские синонимы:
- Боровик горький губчатый

## Описание
Шляпка диаметром 6—30 см, сначала полушаровидная, затем выпуклой формы с выступающими кожистыми краями. Кожица беловатая, грязно-серая или коричнево-серая, по окраске напоминает сатанинский гриб (Boletus satanas). Поверхность слегка шерстистая, иногда растрескивается.
Мякоть лимонно-жёлтая, синеющая (особенно в ножке), над трубочками беловатая, со слабым запахом и неприятным горьковатым вкусом.
Ножка высотой 8—12 см, толщиной 3—5 см, вздутая, с возрастом становится цилиндрической, с клубневидным основанием, покрытым корневидными тяжами мицелия. Цвет матово-жёлтый или лимонно-жёлтый, в нижней части бывает коричнево-оливковый или пятнистый. Может быть заметна тонкая, равномерно окрашенная сеточка.
Трубчатый слой прижатый к ножке, светлого лимонно-жёлтого цвета, при созревании становится грязноватого оливково-жёлтого или оливково-зелёного цвета. Поры округлые или слегка угловатые, при надавливании синеют.

## Экологияи распространение
Теплолюбивый гриб, в Европе распространён в более южных регионах. Растёт преимущественно в лиственных лесах, на известковых и нейтральных почвах, в сухих местах.
Сезон июль — октябрь.

## Сходные виды
Съедобные:
- Боровик девичий (Boletus appendiculatus) имеет ножку конической формы, заострённую книзу, шляпка окрашена темнее.
- Полубелый гриб (Boletus impolitus) не меняет цвет на срезе, окраска немного темнее, обладает характерным запахом карболовой кислоты в сыром виде.

Несъедобные:
- Боровик несъедобный (Boletus calopus) отличается более ярко окрашенной ножкой, растёт на кислых плодородных почвах.